# 980-ті до н. е.
980-ті роки до н. е.  — десятиліття, що тривало з 990 до н. е. до 981 до н. е.

## Події
Еламіт Мар-біті-апла-уцур на п'ять років узурпував трон Вавилонії.

## Правителі
- фараони Єгипту Осоркон Старший та Сіамон;
- цар Ассирії Ашшур-рабі II;
- цар Вавилонії Еулмаш-шакін-шумі, Нінурта-кудуррі-уцур I, Ширікті-Шукамуна та Мар-біті-апла-уцур;
- цар Тіру Хірам I Великий;
- ван Чжоу Чжао-ван.